# ولسوالی فرزه
ولسوالی فرزه یکی از ولسوالی‌های ولایت کابل در افغانستان است که در حدود ۴۵ کیلومتری شمال شهر کابل، در تپه‌های شمال غربی دشت شمالی واقع شده است.  این ولسوالی در ژانویهٔ ۱۹۹۱ از ولسوالی میربچه‌کوت جدا شد و به عنوان یک ولسوالی مستقل تأسیس گردید، هرچند این ساختار توسط دولت طالبان به رسمیت شناخته نشد.  
مشخصات جغرافیایی و جمعیتی
مرکز ولسوالی: ده‌نو فرزه (Dehnawe Farza)
جمعیت: بر اساس آمار سال ۲۰۱۵، جمعیت این ولسوالی حدود ۲۱٬۹۶۱ نفر بوده است.
ساختار قومی: اکثریت ساکنان فرزه را تاجیک‌ها تشکیل می‌دهند، اما گروه‌هایی از پشتون‌ها نیز در این منطقه زندگی می‌کنند.  

وضعیت اقتصادی و طبیعی
فرزه یکی از سرسبزترین ولسوالی‌های کابل محسوب می‌شود.  اقتصاد محلی عمدتاً بر کشاورزی استوار است و محصولات اصلی آن شامل انگور، توت، انار و گردو می‌باشد.  رودخانه‌ای به نام دریای فرزه از این منطقه عبور می‌کند که به حاصلخیزی زمین‌های کشاورزی کمک می‌کند.  
پیشینه تاریخی
حدود دویست سال پیش، مردم فرزه دارای سبک زندگی پادشاهی بودند.  مرکز تاریخی این ولسوالی، قلعه میره (Qala Mera)، توسط سید بابشاه ساخته شده است.  قوم سید که در این منطقه ساکن بودند، قوانین محکمی داشتند و به صلح‌جویی شهرت داشتند.  
تأثیرات جنگ و مهاجرت
در دورهٔ نخست حکومت طالبان، ساکنان فرزه به دلیل حمایت از ائتلاف شمال به رهبری احمد شاه مسعود مورد آزار و اذیت قرار گرفتند.  در سال ۱۹۹۹، طالبان بسیاری از ساکنان را مجبور به ترک خانه‌هایشان کردند، درختان و پوشش‌های گیاهی را قطع کردند و خانه‌ها را به آتش کشیدند.  در نتیجه، حدود ۴٬۵۰۰ تا ۵٬۰۰۰ خانواده به شهرهای اطراف مانند کابل و جلال‌آباد مهاجرت کردند.  
منابع
ویکی‌پدیا: ولسوالی فرزه
ویکی‌پدیا انگلیسی: Farza District
Afghan Biographies: Farza District Kabul Province

برای آشنایی بیشتر با طبیعت و زندگی روزمره در ولسوالی فرزه، می‌توانید ویدیوی زیر را مشاهده کنید:

مختار «اسلمی»

## موقعیت
فرزه ولسوالی کوچکی است که در ۴۵ کیلومتری شمال کابل در تپه‌های شمال غربی دشت شمالی واقع شده است. ولسوالی فرزه شامل هجده قریه است. کشاورزی منبع اصلی درآمد است.

## مردم
باشندگان اصلی شهرستان فرزه بیشتر تاجیک‌ها و عده‌ای از ناقلین پشتون می باشد.
فرزه یکی از سرسبزترین ولسوالی‌های کابل است. دویست سال پیش مردم فرزه سبک زندگی پادشاهی داشتند. ده‌نو فرزه توسط سید بابشاه ساخته شد. قوم سید قوانین محکمی داشتند و مردمی صلح‌جویی بودند.
 در ژانویه ۱۹۹۱، فرزه به عنوان یک ولسوالی مستقل از ولسوالی میربچه‌کوت جدا شد، اما این ساختار هرگز توسط دولت طالبان به رسمیت شناخته نشد.
فرزه به چم سبزه بسیار تازه و خوش می باشد  انرا ورزگ و فرزگ نیز گویند و نامهای ورزقان در اذربایجان نیز از همین فرزه گرفته شده است 
از خانه چو رفت بر سر کوی 
چون فرزه نشست بر لب جوی
نظامی
ای که در بستان جانم شاخ مهر
دست در هم داده همچون شاخ فرز
نزاری

## منبع‌ها
1. ↑  «Farza District, Kabul, Afghanistan».
2. ↑  "https://twitter.com/UNMAS/status/494849563459850240?lang=en". X (formerly Twitter) (به انگلیسی). Retrieved 2023-11-18. {{cite web}}: External link in |عنوان= (help)

- مشارکت‌کنندگان ویکی‌پدیا. «Kabul Province». در دانشنامهٔ ویکی‌پدیای انگلیسی، بازبینی‌شده در ۱۲ اسفند ۱۳۹۰ خورشیدی.